# Bryophryne bakersfield
Bryophryne bakersfield is een kikker uit de familie Strabomantidae. De soort werd voor het eerst wetenschappelijk gepubliceerd door Chaparro, Padial, Gutiérrez & De la Riva in 2015. De soort komt voor in Peru.